# Warka (comune urbano-rurale)
Warka è un comune polacco del distretto di Grójec, nel voivodato della Masovia. Ricopre una superficie di 201,14 km² e nel 2004 contava 18 976 abitanti.